# Feketepikkelyes pereszke
A feketepikkelyes pereszke (Tricholoma squarrulosum) a pereszkefélék családjába tartozó, Európában és Észak-Amerikában honos, inkább hegyvidéki erdőkben élő, ehető gombafaj.

## Megjelenése
A feketepikkelyes pereszke kalapja 4-10 cm széles, alakja domború, amely idővel szélesen domborúvá, majdnem lapossá terül ki. Színe szürke vagy szürkésfekete; felületét számos apró, feketés pikkely, szál, borítja. Széle - különösen fiatalon - gyapjas.
Húsa vékony, színe fehéres vagy szürkés, sérülésre nem változik. Szaga jellegzetesen borsos, hasonló a kapotnyak gyökeréhez, megvágva gyengén lisztszagú; íze szintén lisztes vagy kissé csípős. 
Kissé ritkásan álló, hasas lemezei pereszkefoggal kapcsolódnak a tönkhöz. Színük fehéresszürke, élük fűrészes, többnyire feketés színű.
Tönkje 3–6 cm magas és 0,5–2 cm vastag. Hasonló színű, mint a kalap vagy világosabb, felületén feketés, felálló pikkelyek láthatók.
Spórapora fehér. Spórája elliptikus, sima, mérete 6-8 x 3,5-5 µm.

### Hasonló fajok
Hasonlíthat hozzá a párducpereszke, a fenyő-pereszke, a rózsáslemezű pereszke vagy a bükki pereszke. 

## Elterjedése és termőhelye
Európában és Észak-Amerikában honos. Magyarországon ritka.   
Lomb- és fenyőerdőben, főleg hegyvidéken található meg. Júliustól novemberig terem. 

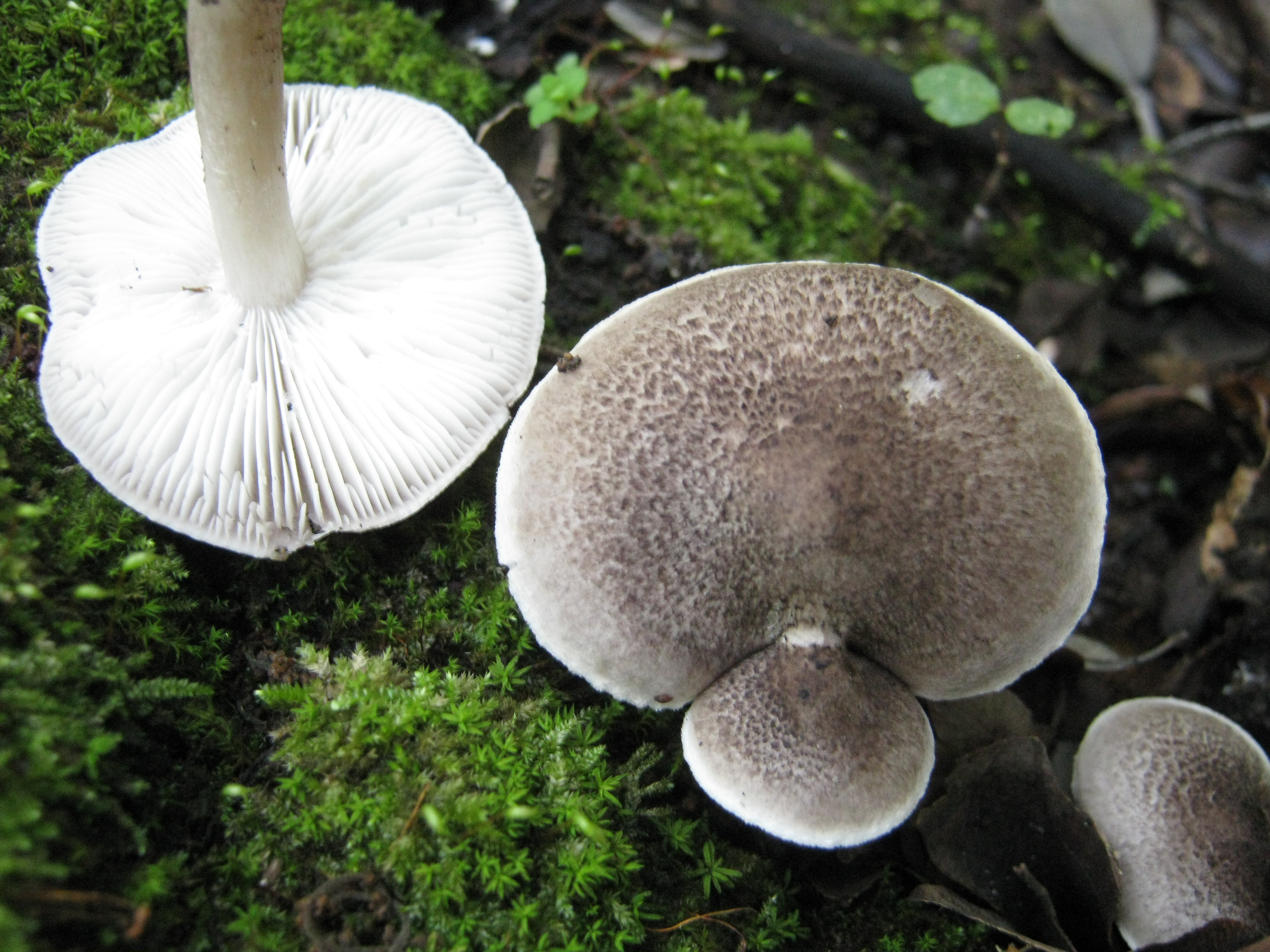
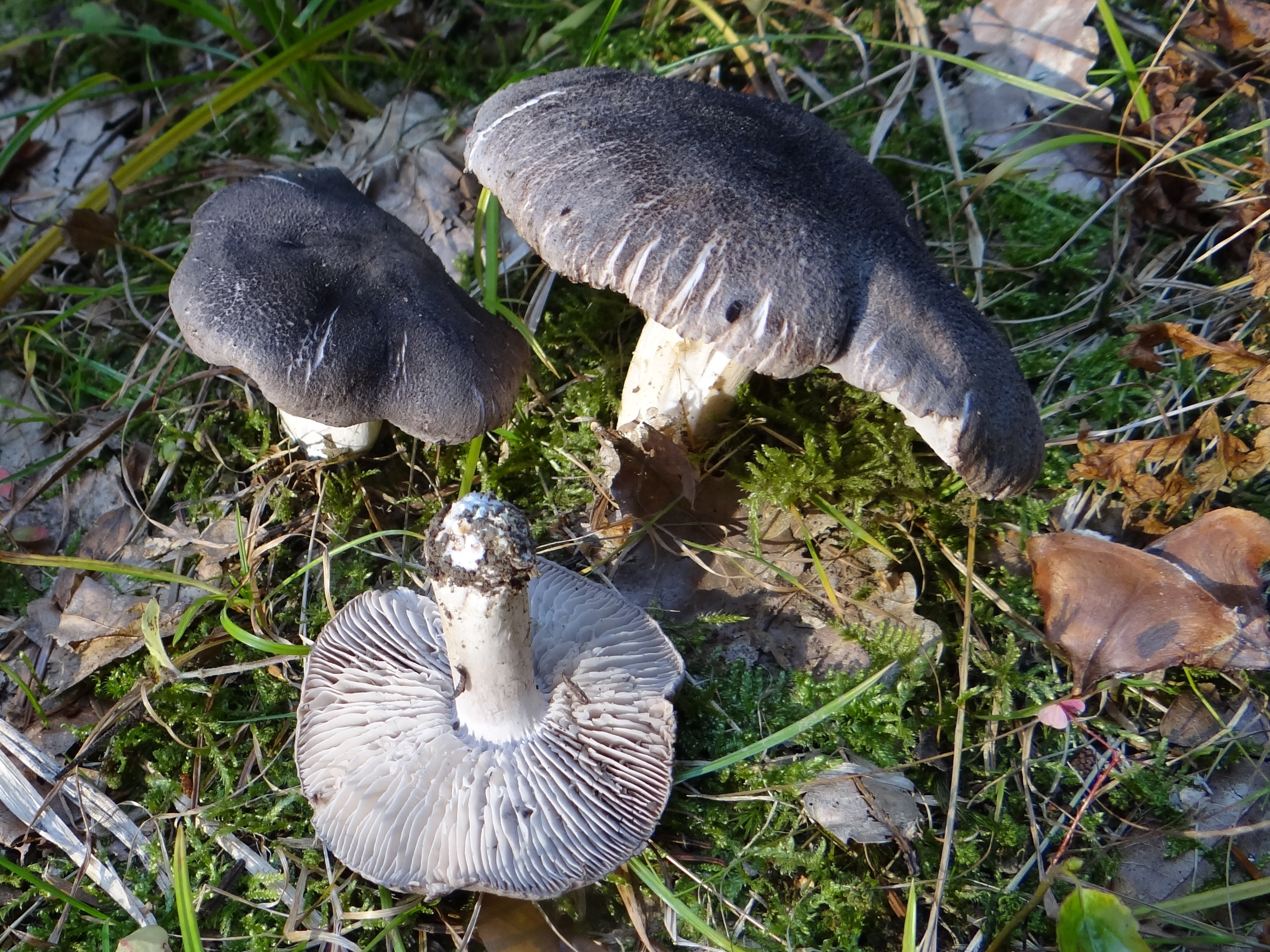
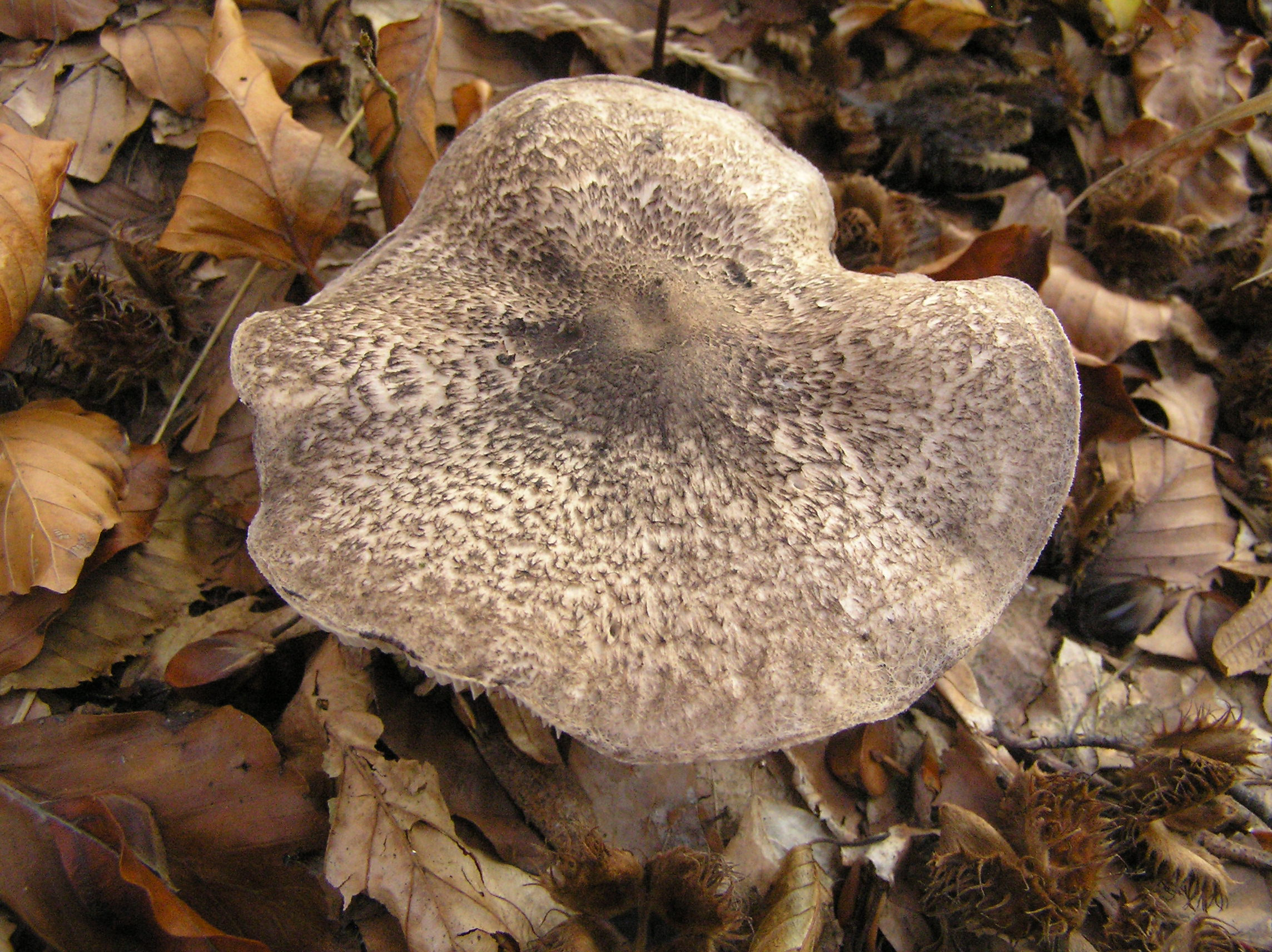
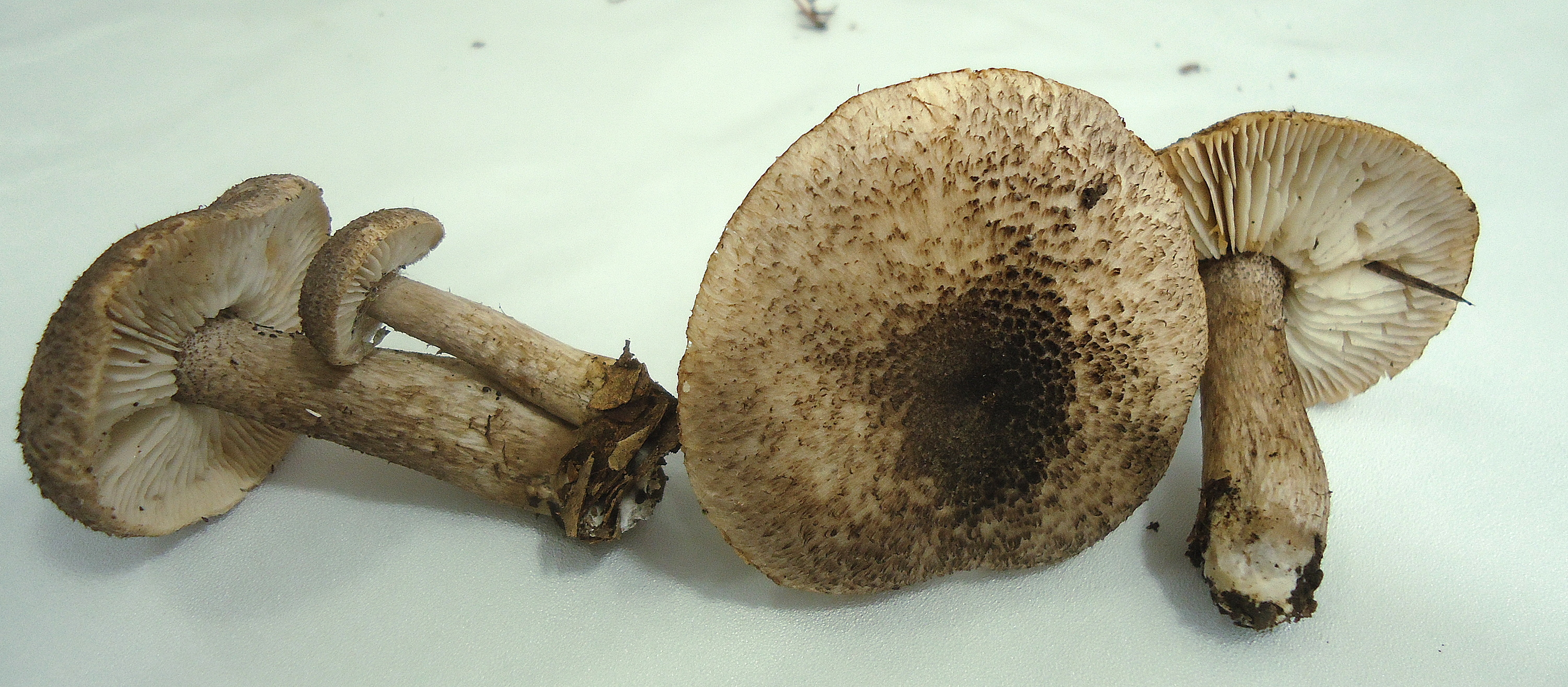
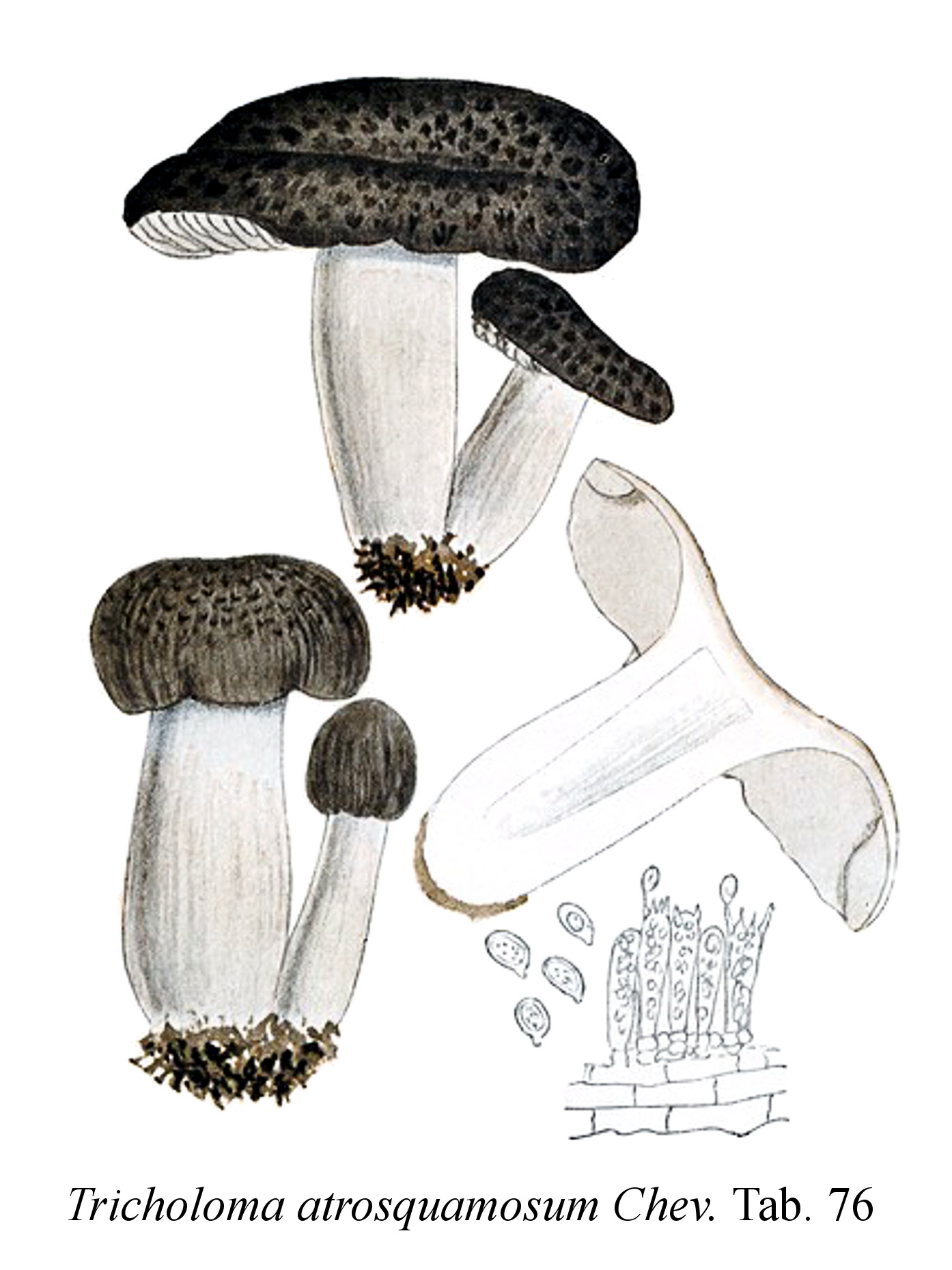

Ehető gomba.   